# Типоморфічний аналіз
Типоморфічний аналіз (рос. типоморфический анализ, англ. typomorphical analysis; нім. thypomorphische Analise f) — методи виявлення, оцінки типоморфічних мінералів (асоціацій), їх ознак й отримання даних про фізико-хімічні умови утворення (перетворення) мінеральних об'єктів. Якщо онтогенія мінералів відповідає на питання як утворився мінерал, то вчення про типоморфізм мінералів — в яких умовах це відбулося і що було рушійною силою цього явища. Сутність Т.а. полягає в отриманні кількісної та якісної інформації про фізико-хімічні умови утворення об'єкта шляхом порівняння мінералів певного родовища з мінералами іншого аналогічного родовища, для якого генетична природа з'ясована, з мінералами-еталонами. Цей аналіз, статистичний за природою, вимагає вивчення значної множини ознак на великому числі мінералів і залучення методів математичної статистики з метою типізації генетично споріднених сукупностей мінералів (Н. П. Юшкин, 1977). До сфери функціонування Т.а. залучається значний арсенал довідкової інформації, яку містять різного роду фізико-хімічні діаграми, таблиці, графіки та модельний експеримент. Крім того, широко використовується парагенетичний аналіз (див. парагенезис мінералів) та методи термобарогеохімії, за допомогою яких одержують напівкількісні та кількісні характеристики про стан середовища та умови кристалізації в ньому. Крім того, Т.а. з'ясовує тиск, склад, Eh i pH середовища утворення мінералів.